# Dzuo Džuan
Dzuo Džuan (kitajsko 左傳, Wade-Giles Tso Chuan, pinjin zuǒ zhuàn), slovensko Dzuojeva kronika ali Dzuojev komentar,  je starodavno kitajsko zgodovinsko besedilo, ki opisuje dogodke na Kitajskem v obdobju med letoma 722 in 468 pr. n. št. Avtorstvo kronike ali samo kasneje vnesenih komentarjev se  tradicionalno pripisuje slepemu zgodovinarju Dzuo Čjumingu. Mnogi znanstveniki, med njimi Jang Bojun (楊伯峻), menijo, da je bilo delo napisano v obdobju vojskujočih se držav in ne po letu 389 pr. n. št. Dzuo Džuan se šteje za enega od najpomembnejših virov podatkov za kitajsko obdobje pomladi in jeseni.  
Dzuo Džuan se šteje za eno od najpomembnejših del klasične kitajske književnosti. Skupaj s Šidžijem je imel pomemben vpliv na kasnejše kitajske avtorje.

## Vira
- Yang Bojun. The Annotation of Zuozhuan Chunqiu: On Preface. Zhonghua Shuju, Beijing, 1990. ISBN 7-101-00262-5.
- Burton Watson (1989). The Tso chuan: selections from China's oldest narrative history. New York: Columbia University Press. ISBN 0-231-06714-3.